# Kryštof Alois Lautner

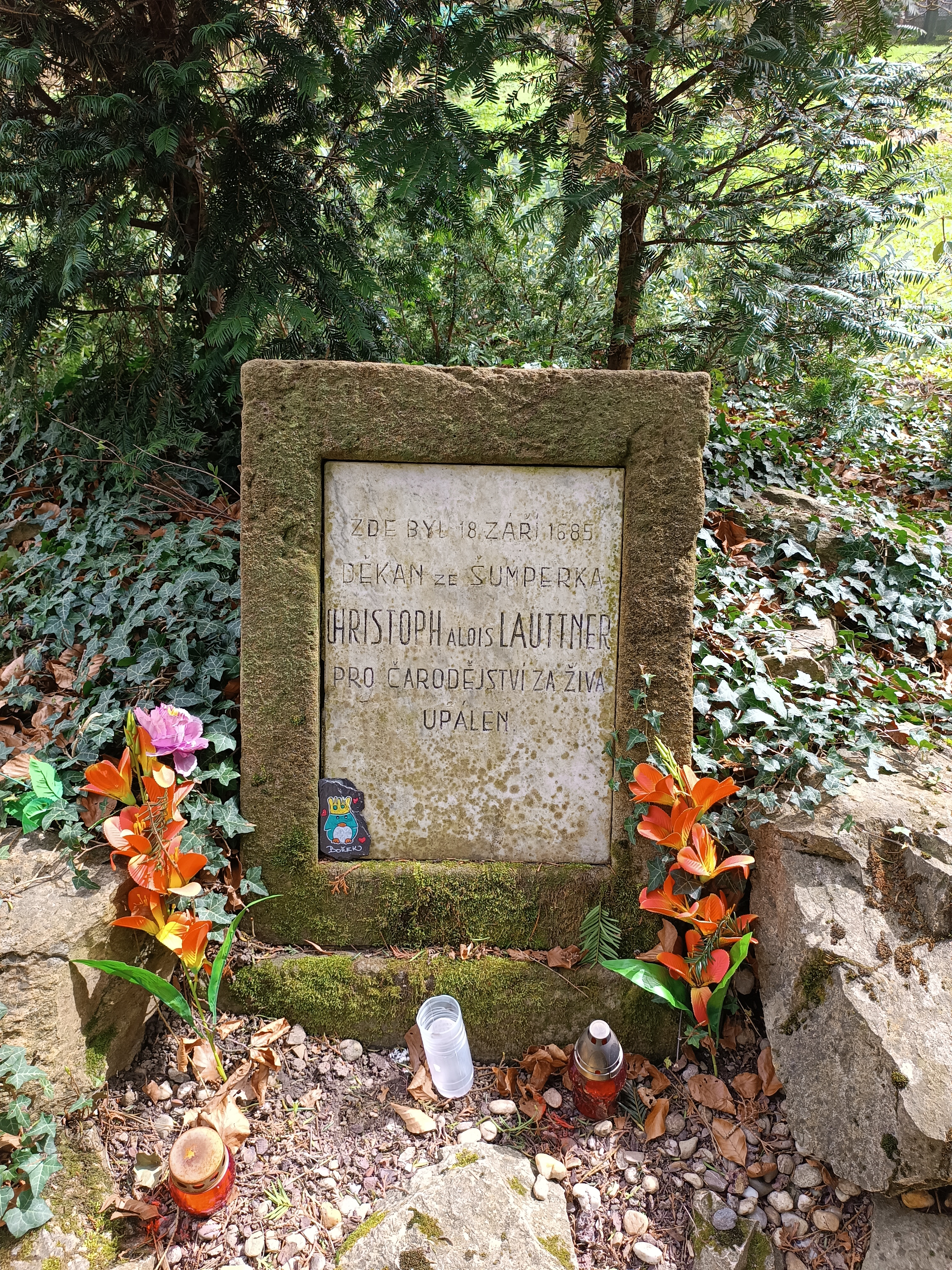
Pamětní deska děkana Lautnera v mohelnických městských sadech na místě jeho popravy

Kryštof Alois Lautner (německy Christoph Alois Lauttner, 1622 Šumperk – 18. září 1685 Mohelnice) byl katolický duchovní a jedna z obětí honu na čarodějnice na Šumpersku. Tyto čarodějnické procesy literárně zpracoval Václav Kaplický v knize Kladivo na čarodějnice a Otakar Vávra ve stejnojmenném filmu. Kryštof Alois Lautner je ústřední postavou obou děl.

## Studia a „předčarodějnická“ léta

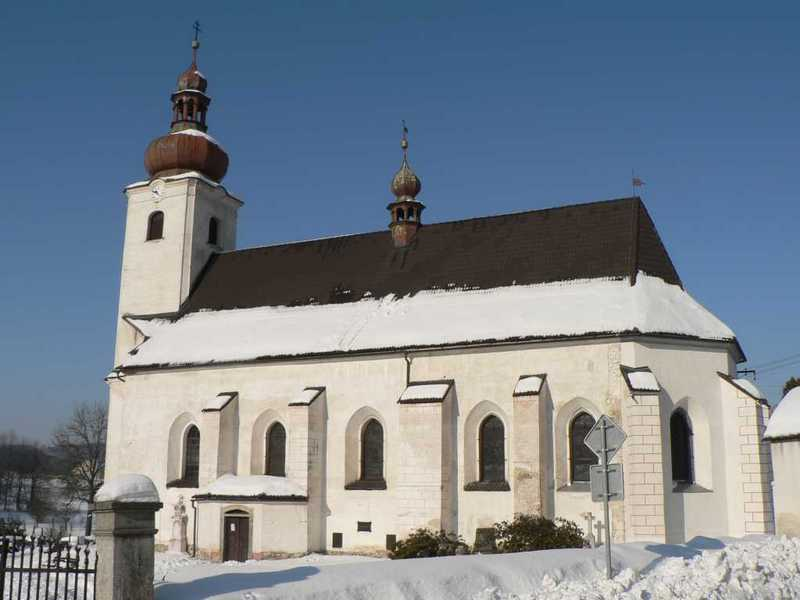
Kostel sv. Vavřince v Sobotíně. Zde žebračka Marina Schuchová znesvětila hostii a nechtěně tak odstartovala čarodějnické procesy.

Narodil se Zachariáši a Dorotě Lautnerovým roku 1622 v Šumperku. Nejprve studoval v Olomouci, ale obsazení města Švédy ho přimělo opustit Moravu, neboť, jak sám pravil, „byl člověkem míru a pera, nikoliv meče, a nechtěl nosit mušketu“. Odešel do bavorského Landshutu, kde studoval morální teologii, odkud však již po půl roce zamířil do Vídně, kde se stal magistrem práva a filosofie. Dále ho hostil Štýrský Hradec, kde se centrem jeho zájmu stala teologie a přírodní vědy. Po olomouckém kněžském vysvěcení (1656) byl v letech 1658–1663 farářem v Dolní Moravici (Sovinec) a posléze v Osoblaze. Roku 1668 přijal pozvání svého přítele Kašpara Sattlera do Šumperka a byl zde povýšen na děkana.
Byl to velice vzdělaný a oblíbený duchovní, který měl mnoho přátel, především mezi měšťany. Respekt, kterému se těšil mezi farníky, byl zasloužený – jeho vědomosti z mnoha oborů byly opravdu neobvyklé, vynikal rovněž v astronomii. Hrál na housle, sbíral obrazy, v jeho knihovně bylo 337 knih nejrůznějšího zaměření, na tu dobu úctyhodná sbírka. Zde je nutno poznamenat, že Lautner patřil mezi německé Moravany, ale jelikož měl ve sbírce nejméně jednu českou knihu, zdá se pravděpodobné, že znal přinejmenším základy českého jazyka.

## Čarodějnické procesy na Šumpersku
Na květnou neděli roku 1678 se žebračka Marina Schuchová pokusila ze sobotínského kostela získat posvěcenou hostii, ale byla odhalena. Touto zdánlivě banální událostí začaly známé čarodějnické procesy na severní Moravě. Z Olomouce byl povolán inkvizitor Jindřich František Boblig z Edelstadtu, který se „vyučil“ v procesech ve Slezsku. Ty sužovaly oblast sousedící se Šumperskem již několik desítek let a vyžádaly si stovky obětí. Boblig zřídil svůj první inkviziční tribunál na zámku ve Velkých Losinách a v létě 1678 započal s „vyšetřováním“.
V srpnu 1679 předal inkviziční soud světské moci k popravě první čtyři ženy z Vernířovic, ale v té době už v sítích Bobliga uvízly další osoby. Jeho cílem bylo rozšířit proces do Šumperku, kde se nacházeli bohatí měšťané, z jejichž majetku měly být procesy hrazeny. Šumperský městský pán kníže Karel Eusebius z Lichtenštejna zprvu váhal, ale nakonec souhlasil se zřízením druhého tribunálu. Kromě toho, že byl hluboce, až fanaticky přesvědčen o svém poslání vymítat „čarodějnice“, jsou Bobligovi tradičně přisuzovány další motivy, které se navzájem prolínaly: získat majetek a moc a zastrašit či zničit případnou opozici. A právě Lautner měl ztělesňovat jednoho z hlavních představitelů opozice. Proti představám o Bobligově chamtivosti ovšem někteří historikové poukazují na skutečnost, že Boblig za předsedání tribunálu dostával fixní denní plat. Veškerý majetek zkonfiskovaný obětem inkvizičního tribunálu připadl majitelům panství (či jejich poručníkům), tedy hraběnce z Galle a knížeti z Lichtenštejna, kteří z konfiskací nejvíce profitovali. Jedinou výjimkou byl právě majetek Kryštofa Aloise Lautnera, jenž zčásti připadl církvi.
Lautner byl velmi vzdělaný a znal i díla předních odpůrců čarodějnických procesů, jako byl Friedrich von Spee a Anton Praetorius. Ve svých kázáních se jistě věnoval i problému čarodějnic a nepřímo brojil proti Bobligovým vyšetřovacím metodám. Spolu s dalšími duchovními, jako byli losinský farář Tomáš König, rapotínský kaplan Jiří Antonín Lachnit a později i sobotínský farář Eusebius Leandr Schmidt (ten procesy v podstatě odstartoval, neboť on informoval vrchnost o prohřešku s hostií), si uvědomovali, že Bobligovo řádění se vymklo kontrole a že vina zúčastněných je vynucována psychickým i fyzickým terorem. Navíc Boblig začal zatýkat Lautnerovy známé a přátele z řad šumperských měšťanů. Další zajímavou skutečností je, že během procesů ve Slezsku (konkrétně na panství Jánský vrch), kde Boblig začínal, byla upálena Lautnerova teta. Není jisté, zda na její smrti měl Boblig svou přímou účast, každopádně o tom věděl. Celá záležitost se tedy děkana dotýkala osobně.

## Obvinění zčarodějnictví

### Shromažďování „důkazů“
V oblasti rekatolizace nepatřil Lautner k radikálům. Lidé ho měli rádi, byl zván do společnosti, k tajným evangelíkům byl zřejmě shovívavý. Tak získal řadu nepřátel zejména ve vyšších církevních kruzích – tvrdém protireformačním jádru. Nemohl se tedy spoléhat na pomoc od svých nadřízených.
Koncem roku 1679 nechal inkviziční tribunál zatknout Marii Sattlerovou. Jednalo se o manželku jednoho z nejbohatších šumperských měšťanů, barvíře Kašpara Sattlera. Lautner byl přítelem Sattlerovy rodiny a s Kašparem strávil mnoho času při muzicírování. 1. února 1680 si Boblig přes apelační soud vymohl přímo u císaře Leopolda I. povolení k mučení této ženy. Bylo jen otázkou času, kdy Marie Sattlerová začne vypovídat proti svému muži a proti Lautnerovi. Boblig udělal ze Sattlerové hlavní osobu „čarodějnických rejů“, která měla údajně svést na scestí svého muže, svou dceru a Lautnera. Sattlerová „udala“ i Lautnerovu hospodyni Zuzanu Voglickovou a další. Boblig postupně shromáždil proti Lautnerovi množství „svědectví“, nicméně zatknout duchovního nebylo tak jednoduché.

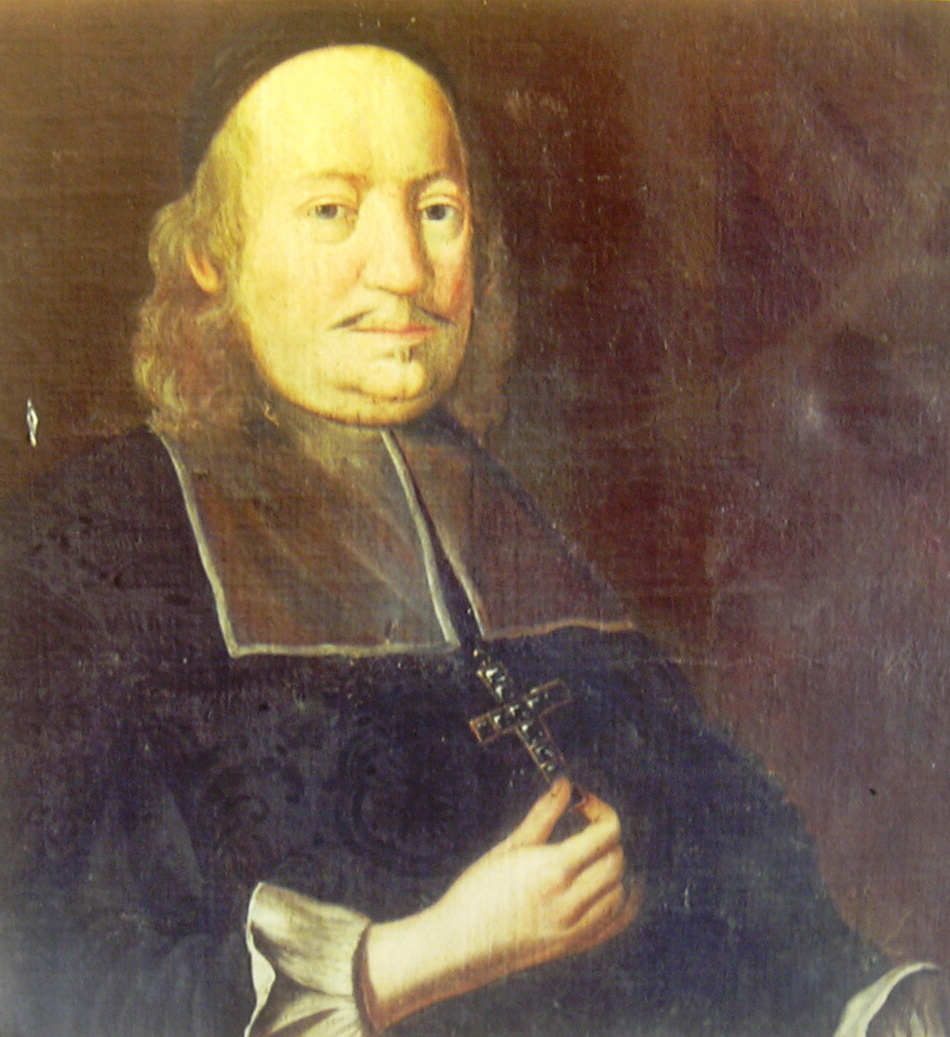
Olomoucký biskup Karel II. z Lichtenštejna-Kastelkornu byl v době procesů nejvyšším církevním představitelem na Moravě

Spolu s hejtmanem Kotulinským z Kotulína se obrátili na apelační soud v Praze, posléze přesvědčili olomouckého biskupa Karla II. z Lichtenštejna-Kastelkornu a v srpnu 1680 byla ustavena vyšetřovací komise. Dále v ní zasedli mohelnický děkan a Lautnerův spolužák Jiří Vojtěch Winkler (v roce 1684 ho nahradil notář biskupské konsistoře Meyer), bývalý biskupský ceremoniář Petr Reharmondt a osobní biskupův sekretář Eliáš Isidor Schmidt (bratr sobotínského faráře). Boblig proti Lautnerovi shromáždil výpovědi 30 svědků a biskup povolil děkana zatknout. Neprojednával se jen Lautnerův případ, udání proti dalším představitelům duchovenstva olomouckých diecézí bylo více. Boblig vypracoval obvinění například i proti rýmařovskému faráři Pabstovi, ale v jeho případě nebyla svědectví „průkazná“, a proto zatčen nebyl.

### Vězení, výslechy, mučení
Boblig se obával toho, co by mohlo způsobit zatčení oblíbeného faráře přímo v Šumperku, a tak použil lsti. 18. srpna 1680 byl Lautner děkanem Winklerem, přítelem z mládí, vylákán na hody do Mohelnice. Zde mu byl předán biskupský dopis a hned nato byl zatčen a uvězněn na Mírově. Později ho znovu přesunuli do Mohelnice, kde v místní škole zřídili vězení. 30. srpna byl proveden první výslech. Lautner v něm sdělil své personálie, vyslechl si obvinění proti své osobě a na otázku tribunálu, zda vše přiznává, odpověděl: „Nic nepřiznávám. Nemohu své svědomí zatížit.“ Inkviziční soud nespěchal. Dál shromažďoval „důkazy“ proti děkanovi, kterého, jak pravil sám Boblig, si zatím nechávali „uležet“. Podmínky ve vězení byly těžké. V létě v něm Lautner trpěl nesnesitelným vedrem, v zimě silným chladem. Nechávali ho dlouhou dobu záměrně nestříhaného a neholeného, zřejmě i proto, aby u všech „pozorovatelů“ vzbuzoval odpor už svým zjevem.
Lautnerovi přátelé z řad duchovních se mezitím rozhodli, že se pokusí svého druha zachránit. Nevěřili v jeho vinu a pokládali všechna přiznání za vynucená mučením. V tom smyslu také formulovali dopis, který poslali biskupské konzistoři v září 1680. Boblig se vše dozvěděl a okamžitě zahájil protiútok. Jen málokomu se chtělo pouštět s tímto inkvizitorem do boje, a tak někteří spoluautoři přímluvy za propuštění svůj postoj rychle změnili. Hlavní autor, losinský farář Tomáš König, byl záhy přeložen a krátce nato zemřel. I další faráři ze Šumperska se dostali do Bobligova zorného pole, žádný však již nebyl zatčen.
Lautner zatím musel podstoupit několik výslechů a konfrontací se svědky. Boblig proti němu shromáždil celkem 36 svědectví od losinských a šumperských obětí. Některé používal „in memoriam“ (jejich autoři už byli mrtví). Hlavní dvě svědkyně byly Marie Sattlerová a Zuzana Voglicková. Druhou jmenovanou se podařilo Bobligovi zlomit až nasazením druhého stupně tortury – španělské boty. Svědectví vesměs tvrdila totéž, inkvizitorem a jeho pomocníky naučené: Lautner se zúčastňoval čarodějnických shromáždění na Petrových kamenech, organizoval ďábelské svatby, znesvěcoval hostie, podílel se na orgiích, křtil děti ve jménu satana, korunoval čarodějnické královny, podílel se na ubití beránka (Kristova předobrazu), měl dva učitele – zlé duchy Zuzanu a Justinu atd. Děkan vše popíral. V relaci o konfrontaci mezi Lautnerem a Marií Sattlerovou, Zuzanou Voglickovou a Alžbětou Sattlerovou z 23. listopadu 1682 mj. stojí:
„Zuzana Voglicková častěji hořce plakala a dělala různá gesta a když byla dotázána, proč pláče, odpověděla, že pláče z lítosti a zármutku nad svou nešlechetností. A chce ve všem, co vypověděla, zůstat pevná, děkan však na to neřekl nic jiného, než že je nevinný a že žádný den svého života nezhřešil čarodějnictvím. Načež byla odvedena. A děkan k ní přistoupil a řekl: ’Mám Vás rád jako předtím a odpusť Vám Bůh, co jste proti mně vypověděla’ a podal jí na to pravou ruku.“

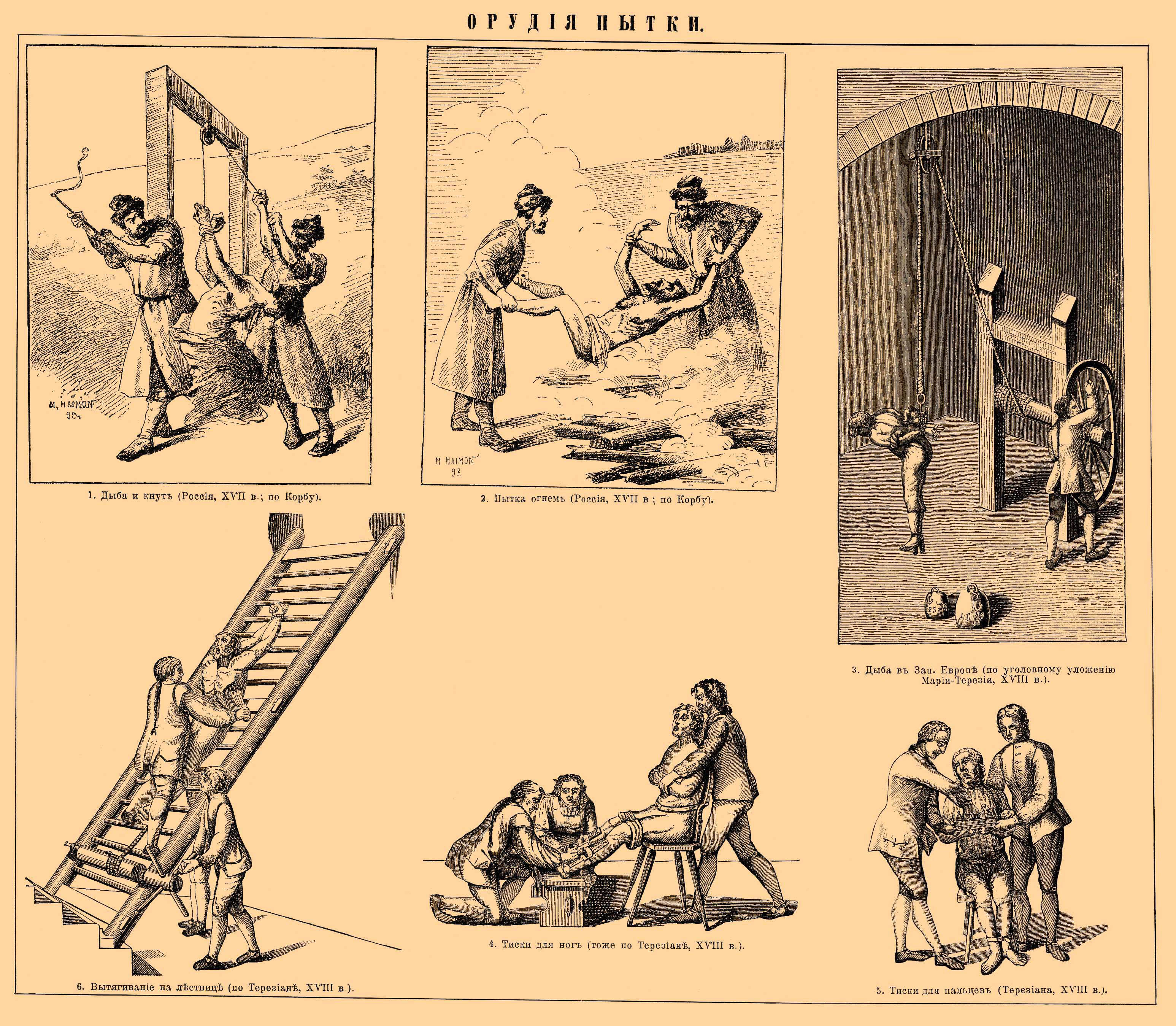
Některé druhy mučení. Při procesech s údajnými čarodějnicemi se používaly tři stupně: 1. palečnice, 2. španělská bota, 3. skřipec (vytažení na provaze) nebo žebřík

Jelikož se odpor Lautnera nepodařilo zlomit „po dobrém“, vymohl si inkviziční tribunál použít právo útrpné. Došlo k tomu v březnu 1683. Děkan při prvním mučení vydržel všechny tři stupně obvyklé tortury (palečnice, španělská bota, skřipec), a měl být tedy očištěn. Ale Boblig by tím utrpěl těžkou porážku, a to nemohl připustit. Prohlásil proto, že jde o zvlášť nebezpečného čaroděje, jemuž dává sílu sám ďábel, a že proti němu shromáždí další důkazy.

### „Doznání“ a smrt
Boblig „sehnal“ další šumperské svědky (např. mydláře Jana Přerovského), ale Lautner stále nařčení odmítal. Naopak se aktivně hájil, napadal rozpory ve výpovědích a poslal i dopis olomouckému biskupovi, kde mu vše po pravdě vylíčil. Nedostalo se mu žádné odpovědi. Teprve díky dalšímu strašlivému a dlouhotrvajícímu mučení (ostré výslechy v mučírně od 14. do 28. června 1684, použití skřipce, závaží a pálení ohněm zároveň) se podařilo Lautnera 28. června 1684 fyzicky i duševně zlomit a podepsal protokol o své vině. Avšak i poté se případ více než rok táhl a Boblig shromažďoval další a další „důkazy“. Olomoucký biskup se během té doby zřejmě přece jen pokusil získat dobrozdání pro zmírnění rozsudku na doživotní žalář a poslal v tomto duchu dopis papeži Inocencovi XI. Ten však milost udělit odmítl se slovy: „Kdybychom my sami byli z takové neřesti usvědčeni, pak by si spasitelná spravedlnost žádala, abychom byli celému světu příkladem a byli veřejně upáleni.“
Až 1. září 1685 byl vynesen a 13. září ve škole v Mohelnici vyhlášen rozsudek – trest smrti upálením. Den popravy byl stanoven na 18. září 1685. Ještě těsně před popravou se Lautner pokusil dopisem biskupovi zmírnit svůj rozsudek, ale marně. V den exekuce Kryštofa Aloise Lautnera ponižujícím obřadem zbavili kněžské hodnosti. Byl v mohelnickém kostele odsvěcen, byla mu vydřena do krve cihlami místa na těle, kde obdržel kněžské pomazání, a následně ho kněz kopl. Poté ho silná eskorta odvezla ve vozíku na hranici a byl zaživa upálen. Dostal sice pytlík se střelným prachem, aby mu „bylo usnadněno zemřít“, ale ten jej pouze zranil a popálil. Aktu přihlíželo možná až 20 000 lidí z celého okolí.
Lautnerovu nebývale rozsáhlou knihovnu (většina farních knihoven té doby byla rozsahem i 10x menší) roztřídil jeden z jeho soudců, biskupův osobní sekretář Eliáš Isidor Schmidt. Většina, 227 knih, převážně teologických knih a pastoračních pomůcek zůstala ve farnosti v Šumperku, 137 titulů z ostatních vědních oborů (historie, právo, cestopisy, atd.) zabavil Schmidt pro svého pána biskupa Karla z Lichtenštejna-Kastelkornu, který jimi obohatil knihovnu své rezidence v Kroměříži.

## Přezkoumání procesu
V roce 1998 byla při olomouckém arcibiskupství zřízena komise, která zkoumala protokoly, výpovědi i rozsudky inkvizičního soudu. V červnu 2000 odhalil v Šumperku olomoucký arcibiskup Jan Graubner děkanu Lautnerovi pamětní desku a omluvil se za díl viny církve na procesech. Paradoxně však zároveň připomněl, že soudy, které odsoudily k smrti mnoho desítek lidí, zřídila světská moc. Ale ani samotný děkan Lautner, který byl do rukou světského soudu, a tedy i na smrt, vydán rozhodnutím biskupské konzistoře (a zasedal v něm biskupův sekretář), nakonec právně ani církevně rehabilitován nebyl a komise byla v tichosti rozpuštěna.

## Památka

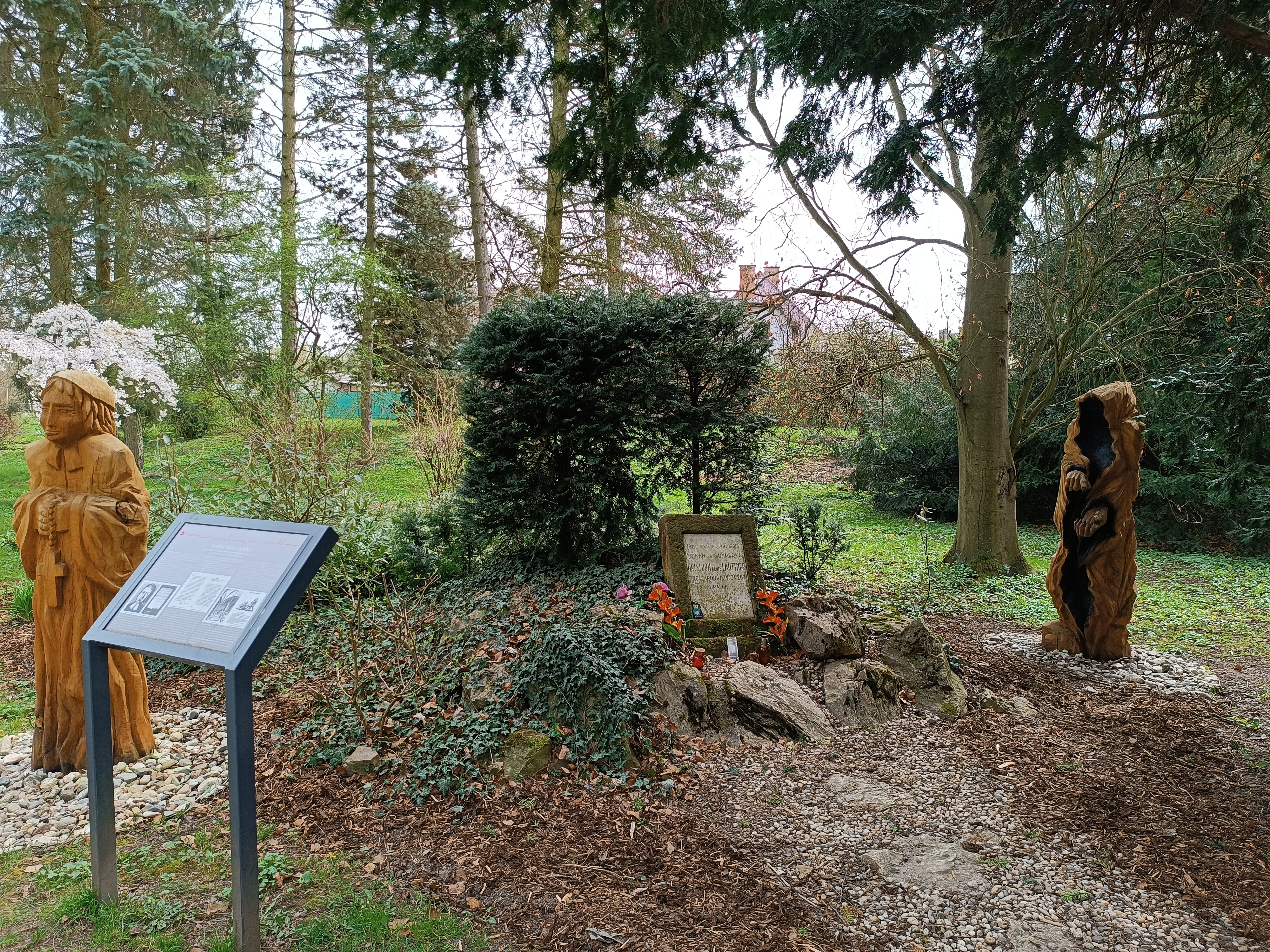
Lautnerův památník v Mohelnici

Lautner má dva památníčky. Jeden se od roku 1930 nachází v městských sadech v Mohelnici v místě bývalého popraviště, kde byl Lautner v roce 1685 upálen. Památník je tvořen žulovou deskou s původně německým nápisem, který byl po druhé světové válce změněn na český. Od roku 2022 je součástí památníku informační tabule a dvě dřevěné sochy znázorňujcí děkana Lautnera a inkvizitora Bobliga. Sochy navrhl Milan Valenta a motorovou pilou z dubového dřeva vyřezal Jaroslav Pecháček.
Druhý památník se nachází v Šumperku (2000), kde je po Lautnerovi pojmenována také ulice.
Tento duchovní je hlavní postavou Kaplického románu Kladivo na čarodějnice (1963). Václav Kaplický se ve své knize drží dosti přesně historických pramenů (spolupracoval mj. i s historikem Františkem Spurným) a postavu děkana vylíčil velmi věrně.
V roce 1969 knihu zfilmoval pod stejným názvem Otakar Vávra. Lautnera si zde zahrál slovenský herec Elo Romančík.